# Integrationeel polytheïsme
Integrationeel polytheïsme is een vorm van polytheïsme waarbij niet in meerdere, maar alle goden ooit beschreven of bestaan geloofd wordt.
Het is vrijwel onmogelijk om alle goden in één mensenleven te dienen, daarom kan een integrationeel polytheïst kiezen welke god(en) hij of zij dient. Doordat integrationeel polytheïsten in alle goden geloven, mogen zij niet zomaar een geloof of levensstijl bekritiseren (behalve als deze een ander geloof en/of levensstijl onderdrukken). Integrationeel polytheïsten geloven dat alle religies gelijkwaardig zijn. Zij zijn dus in zekere zin ook cultuurrelativisten.
Het kiezen van eigen religie geeft veel vrijheid, maar een integrationeel polytheïst heeft een aantal basisregels:
- Vrijheid van expressie
- Vrijheid van keuze
- Gelijkwaardigheid van alle religies

Deze drie basisregels hebben een hogere prioriteit voor een integrationeel polytheïst dan individuele regels van een bepaalde religie.